# Copa Rio de 1993
A Copa Rio de Profissionais de  1993 foi a 3ª edição da Copa Rio, competição organizado pela Federação de Futebol do Estado do Rio de Janeiro, para definir o segundo clube do Rio de Janeiro para a disputa da Copa do Brasil. O Vasco da Gama venceu o Flamengo e se sagrou bicampeão do torneio, na primeira e ao momento única final que o Vasco venceu o Flamengo após a final do Campeonato Carioca de 1988, não considerando jogos decisivos de turnos.

## Fórmula de Disputa
A FFERJ dividiu os clubes em 2 grupos: O Grupo da Capital, onde estava em disputa o título do Campeonato da Capital (o campeão levaria para a sua sala de troféus a Taça Cidade do Rio de Janeiro), e o Grupo do Interior, onde estava em disputa o título do Campeonato do Interior.
Vencedores e vice de ambos os grupos se enfrentariam num quadrangular final para decidirem o campeão da Copa Rio de Profissionais, e levaria para a sua sala de troféus a Taça Estado do Rio de Janeiro.

## Campeonato da Capital

### Segunda fase

#### Grupo 4

##### Decisão do Grupo 4
Por terem empatados em número de pontos, América e Flamengo decidiram quem disputaria a finalíssima do campeonato da capital.
|  | Play-off |          |   |
|  |          |          |   |
|  | Flamengo | Flamengo | 4 |
|  | America  | America  | 1 |

### Final
|  | Final         |               |   |
|  |               |               |   |
|  | Flamengo      | Flamengo      | 1 |
|  | Vasco da Gama | Vasco da Gama | 0 |

Premiação
| Campeonato da Capital de 1993 |
| ----------------------------- |
| Flamengo Campeão (2º título)  |

## Campeonato do Interior

### Quadrangular Final - Campeonato do Interior
|  | Semifinais    | Semifinais   | Semifinais | Semifinais |   |           | Final | Final | Final | Final |
|  |               |              |            |            |   |           |       |       |       |       |
|  | Americano     | 0            | 1          | 1          |   |           |       |       |       |       |
|  | Itaperuna     | 0            | 0          | 0          |   |           |       |       |       |       |
|  | Itaperuna     | 0            | 0          | 0          |   | Americano | 1     | 3     | 4     |       |
|  |               |              |            |            |   | Americano | 1     | 3     | 4     |       |
|  |               | Entrerriense | 0          | 0          | 0 |           |       |       |       |       |
|  | Volta Redonda | Entrerriense | 0          | 0          | 0 | 1         | 1     | 2     |       |       |
|  | Volta Redonda |              |            |            |   | 1         | 1     | 2     |       |       |
|  | Entrerriense  | 2            | 2          | 4          |   |           |       |       |       |       |

Premiação
| Campeonato do Interior de 1993 |
| ------------------------------ |
| Americano Campeão (3º título)  |

## Quadrangular Final - Copa Rio
Em itálico, os times que possuem o mando de campo no primeiro jogo do confronto e em negrito os times classificados.
|  | Semifinais    | Semifinais | Semifinais | Semifinais |   |               | Final | Final | Final | Final |
|  |               |            |            |            |   |               |       |       |       |       |
|  | Americano     | 0          | 2          | 2          |   |               |       |       |       |       |
|  | Vasco da Gama | 2          | 3          | 5          |   |               |       |       |       |       |
|  | Vasco da Gama | 2          | 3          | 5          |   | Vasco da Gama | 2     | 1     | 3     |       |
|  |               |            |            |            |   | Vasco da Gama | 2     | 1     | 3     |       |
|  |               | Flamengo   | 0          | 0          | 0 |               |       |       |       |       |
|  | Flamengo      | Flamengo   | 0          | 0          | 0 | 3             | 4     | 7     |       |       |
|  | Flamengo      |            |            |            |   | 3             | 4     | 7     |       |       |
|  | Entrerriense  | 3          | 0          | 3          |   |               |       |       |       |       |

| Copa Rio 1993                     |
| --------------------------------- |
| Vasco da Gama Campeão (2º título) |